# Smith & Wesson Triple Lock
Smith & Wesson Triple Lock (Тройной замок), официальное название — Smith & Wesson .44 Hand Ejector 1st Model New Century — револьвер двойного действия. Этот револьвер считался и продолжает считаться многими, включая известного эксперта по стрелковому оружию и энтузиаста Эльмера Китса (Elmer Keith), одним из лучших когда-либо созданных револьверов.

## История
.44 — это часть названия модели, независимо от конкретного калибра, под который был разработан каждый отдельный револьвер, а ручной выбрасыватель отличал новую конструкцию от более ранних револьверов Smith & Wesson с откидным стволом. В этих моделях XIX века был автоматический выбрасыватель, приводившийся в действие при поднятии рамки. В более новых моделях с ручным выбрасывателем для извлечения стреляных гильз нужно было нажимать на поршень. Обозначение «Новый век» было дано в знак признания его статуса как первого пистолета Smith & Wesson, выпущенного в XX веке.
Он выпускался только с 1908 по 1915 год, всего было произведено 15 376 револьверов, и к 1917 году весь запас был распродан. Его заменил револьвер .44 Hand Ejector 2-й модели, который внешне отличался отсутствием кожуха выбрасывателя и третьего стопорного выступа.
Компания Smith & Wesson изменила конструкцию по двум основным причинам: из-за спроса со стороны покупателей и из-за стоимости. Британская и канадская армии настаивали на удалении третьего стопорного выступа из-за опасений, что в точном механизме будет скапливаться грязь, что приведёт к неисправности пистолета. Кроме того, это изменение и удаление кожуха выбрасывателя упростили производство, что позволило компании Smith & Wesson снизить цену пистолета на два доллара: если первая модель Hand Ejector стоила 21 доллар, то вторая модель — 19 долларов. Кожух выбрасывателя был вновь представлен в 1926 году для ручного выбрасывателя 3-й модели, но функция тройной блокировки больше никогда не использовалась.

## Служба Великобритании и Содружества во время Первой мировой войны
Чтобы восполнить нехватку Webley Mk VI, в начале войны Министерство боеприпасов заключило контракт с компаниями Colt и Smith & Wesson на производство револьверов под патрон .455 Webley. Компания Smith & Wesson получила первоначальный контракт на производство 5000 пистолетов с тройным замком, известных как пистолет Smith & Wesson .455 с 6+1⁄2 дюймовый ствол Mark I был принят на вооружение Великобритании в качестве «запасного стандартного» пистолета 5 июля 1915 года наряду с Colt New Service. Последующие заказы, в которых отсутствовал третий стопорный выступ и кожух выбрасывателя, составили 69 755 единиц и были известны как Mark II.